# Ilha Mandijituba

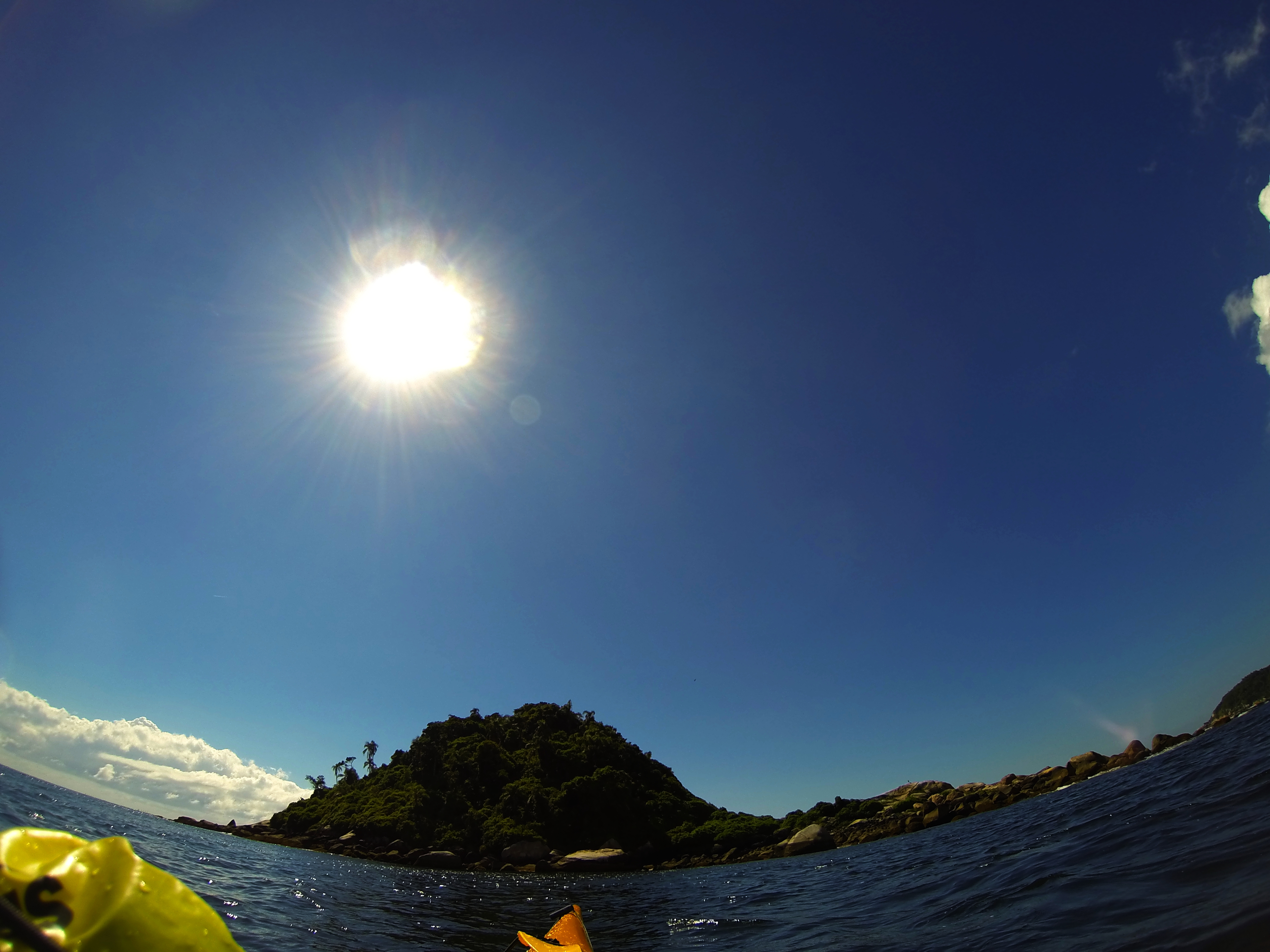
Ilha Mandijituba

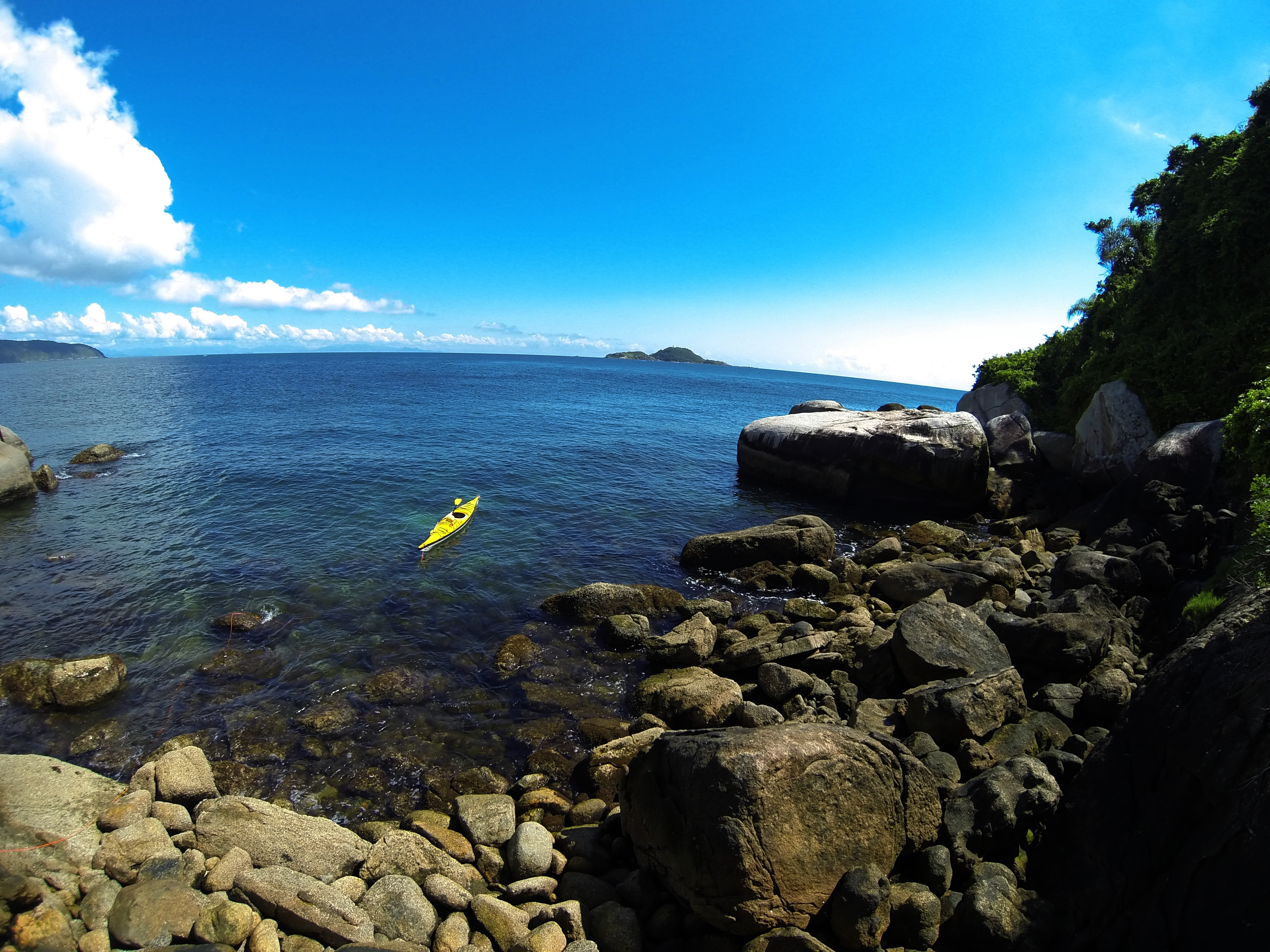
Enseada de Pedra, atracadouro em mar calmo

A Ilha Mandigituba, ou Ilha Mandijituba, ou ainda somente Mandi, é uma ilha situada em mar aberto em frente à Ilha de São Francisco do Sul, no litoral sul brasileiro, ao norte do estado de Santa Catarina. Faz parte do Arquipélago das Graças. É importante não confundir esta ilha com a ilha de mesmo nome que fica no interior da Baia Babitonga, em frente à cidade de São Francisco do Sul.
Durante o período em que o Forte Marechal Luz era ativo (? - 1976), a ilha foi utilizada como alvo para treinos de tiro de canhão. Hoje é recoberta por exuberante e densa mata, com inúmeras espécies da Mata Atlântica. Não há resquícios aparentes do período que servia como alvo.
A ilha não possui portos naturais e somente pode ser acessada em dias de mar muito calmo, ainda assim de maneira bastante precária, escalando-se rochas lisas e infestadas pelo ouriço do mar. 
Devido ao entorno rochoso submerso que forma incontáveis abrigos naturais para a fauna aquática, a Mandi é muito procurada para pesca submarina e para pesca com anzol.